# Knap (sjöfart)

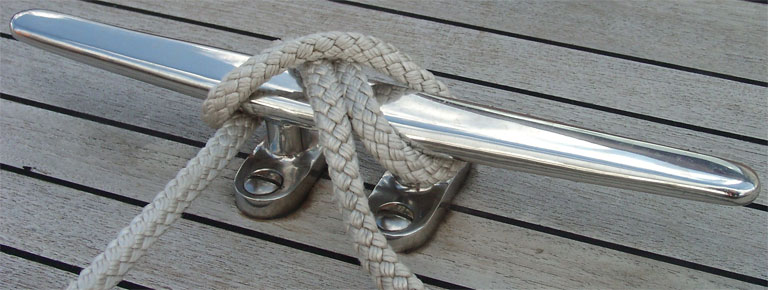
Knap av modern modell i rostfritt stål designad för fritidsbåtar.

Knap är ett T-format beslag av trä, metall eller plast, för att belägga (fästa) tunna linor: till exempel flagglinor eller skot och fall ombord på båtar. Linan fästs genom några varv i form av åttor runt skänklarna på T:et och låses med ett halvslag. Stora knapar för grövre tågvirke ombord på skepp och fartyg kallas krysshult. På äldre segelskepp användes även koffernaglar (ett svarvat stycke rundstav, även av stål.) inträdda i nagelbänkar runt masterna eller i relingen.